# فقه الحدیث
فقه الحدیث، دانشی است که به بررسی متن حدیث می‌پردازد. در این دانش برای نزدیکی فهم مخاطب به معنا و منظور اصلی گوینده سخن، از شیوه‌های منطقی فهم و نقد حدیث و همچنین قواعد گوناگون (ادبی، اصولی و کلامی و دیگر قوانین عقلی و عقلایی) استفاده می‌شود.
فقه الحدیث در حقیقت به معنای تفسیر حدیث است. می‌توان اینگونه نیز آن را تعریف کرد: «تفسیر و تبیینی که براساس مبانی و ضوابط فهم متون و روایات به دست می‌آید.»

## جایگاه و اهمیت  فقه الحدیث
دانشهای حدیثی به سه دسته تقسیم می‌شوند:
- دانشهای مربوط به راویان و سند حدیث (علم رجال)
- علوم مرتبط با فهم محتوای حدیث (فقه الحدیث)
- دانشهایی که بیشتر ناظر به مسائل بیرونی و جانبی حدیث است و شامل مصطلح الحدیث، نقد حدیث، تاریخ و کتابهای شناخت حدیث و… می‌باشد.

این دانش در دسته دوم دانشهای حدیثی به حساب می‌آید.در میان این علوم فقه الحدیث نقش به‌سزایی دارد؛ زیرا بهره‌گیری از حدیث در علوم انسانی و تحقق بخشیدن آن در زندگی با فقه الحدیث میسر می‌شود؛ به طوری که اگر به درستی استفاده شود و مسیر منطقی آن طی گردد؛ انسان را به مفهوم حقیقی حدیث نزدیک می‌سازد.
کاربرد صحیح فقه الحدیث در افزایش شناخت و باور انسان، رسیدن به یک نظام فکری، آشنایی با احادیث متعارض و تأثیر آنها در فهم حدیث و رهایی از انحرافات و حیرت و سرگردانی مؤثر و مفید است.

## تاریخچه
در میان اهل سنت از سده دوم وسوم هجری بحثهای جدی بین اصحاب حدیث و متکلمان در مورد فهم حدیث شروع شد. وقتی به تاریخ نگاه می‌کنیم، نام شافعی در ابعاد مختلف علم حدیث و به ویژه فهم حدیث دیده می‌شود. منابع میانه و متاخر اهل سنت شافعی را طراح اولیه دانش فقه الحدیث معرفی کرده‌اند. از جمله احمد بن حنبل (از بزرگان اهل سنت) گفته اگر شافعی نبود؛ ما فقه الحدیث را نمی‌شناختیم. بر اساس روایات نه تنها شاگردان که برخی از استادان او مانند سفیان بن عیینه در خصوص فهم حدیث از او پرسش می‌کردند. در مورد اهتمام شیعیان به این علم؛ در روایاتی که از امامانشان بیان شده، معلوم می‌شود که استفاده از تعبیر فقه برای فهم حدیث از عصر حضور آغاز شده‌است. حتی تعابیری مانند معانی الحدیث یا معانی الاخبار نشان می‌دهد که این عناوین هم در همان معنای فقه به کار می‌رفته‌اند. به عبارت دیگر بنیانگذار فقه الحدیث در تاریخ شیعه پیشوایان آنها بوده‌اند. ابتدا علی بن ابیطالب این زمینه را فراهم ساخت تا مردم برای تبیین حدیث و فهم آن به او مراجعه کنند. در اوایل سده دوم هجری هم حدیثی از محمد باقر خطاب به فرزندش جعفر صادق نقل شده که: ای پسرم، منزلت شیعیان را به اندازه روایات آنها و معرفت آنها بشناس. که معرفت؛ درایت به روایت است و با درایت روایات است که مؤمن به بالاترین درجات ایمان می‌رسد.

## زیر شاخه‌ها
در یک دسته‌بندی می‌توان گفت که این علم از ۵ زیر شاخه تشکیل شده‌است: غریب الحدیث، اسباب ورود حدیث، اختلاف الحدیث، علل الحدیث، نقد الحدیث
غریب الحدیث: به بیان معانی مفردات کلمات می‌پردازد.
اسباب ورود حدیث: مهارت دانستن فضای صدور روایت و علت آن.
اختلاف الحدیث: رفع تعارض بین روایات.
علل الحدیث: یافتن راهکارهایی برای رفع نواقص و افتادگی‌هایی که در متن یا سند روایت مشاهده می‌شود.
نقد الحدیث: بررسی احادیث با قواعد علمی و تشخیص روایات صحیح و قوی از روایات جعلی و ضعیف.

## مراحل فهم حدیث
فهم حدیث مقصد اصلی و نهایی است که رسیدن به آن؛ دست یابی به متن اصلی حدیث و یافتن نسخه‌های مختلف و زدودن تصحیف و تحریف را نیازدارد. در مرحله اول به صحت و درستی متن حدیث و عبارات آن پرداخته می‌شود. مراجعه به نسخه‌های مختلف و دست نوشته‌های مؤلفان و دیدن کتابهای دیگری که حدیث موردنظر در آن آمده گام بعدی می‌باشد. بررسی تغییرات و دگرگونی اشتباهی یا عمدی متن یا حدیث (تصحیف نوشتاری یا شنیداری) که در جریان نقل حدیث اتفاق افتاده و برطرف کردن آنها؛ آخرین مرحله ای است که در فهم حدیث عنوان شده‌است.به عبارتی دیگر برای فهم صحیح و درست از حدیث می‌توان گفت که دو مرحله را باید طی کنیم یکی روش شناسی فهم حدیث است، به این معنا که شرایط و زمینه هایی را فراهم کنیم که فهم حدیث را آسان و تسهیل نماید. در مرحله دوم تلاش می‌کنیم که موارد و شرایطی که مانع و آفتی برای فهم حدیث هستند را شناسایی و آنها را برطرف کنیم. جستجو و تمییز میان روایات صحیح و غیر صحیح و بی اعتنایی به روایات ضعیف و ساختگی از مهم‌ترین گام‌های این مرحله می‌باشد. قبل از اینکه وارد این مرحله بشویم باید این موانع را بشناسیم. موانع بیرونی یعنی آفاتی که خارج از متن حدیث عارض آن شده است. مانند تعارض و نقل به معنا. دسته دوم موانعی که مربوط به متن حدیث است. مانند تقیه، اختلاف نسخ و... دسته آخر موانعی است که در ارتباط با کسی است که حدیث را بیان کرده است. مانند هوا و هوس، جمود، تعصب. نقل به معنا این است که گاهی راوی حدیث با واژگانی یا ساختاری غیر از کلام معصوم که مشابه آن است را نقل می‌کند. حال آیا این کار مجاز است یا نه؟ یا این کار چه آسیب‌ها و ضررهایی به متن حدیث و فهم آن وارد میکند؟ و این نقل معنا چه سابقه و چقدر رواج در تاریخ حدیث داشته است؟ از جمله مباحثی است که باید مورد بررسی دقیق توسط حدیث پژوه قرار بگیرد تا فهم درست و قابل اعتمادی از متن حدیث را به دست آورد. مفاهیم واژه‌ها، بررسی ساختار جملات، توجه به زبان روایات، نقش سیاق در معنا رسانی، توجه به قرائن خارجی؛ برخی از مبانی فقه الحدیث هستند که فرد را در فهم دقیق حدیث یاری می‌نمایند.